# Cnemidocarpa mollis
Cnemidocarpa mollis is een zakpijpensoort uit de familie van de Styelidae. De wetenschappelijke naam van de soort is voor het eerst geldig gepubliceerd in 1852 door Stimpson.